# Steve Borg
Steve Borg (ur. 15 maja 1988) – maltański piłkarz grający na pozycji obrońcy. Wychowanek klubu Mosta F.C., od 2009 roku zawodnik drużyny Valletta FC. W reprezentacji Malty zadebiutował w 2011 roku. Do 5 października 2013 roku rozegrał w niej 8 meczów